# Jalen Brunson
Jalen Marquis Brunson (Novo Brunswick, 31 de agosto de 1996) é um jogador norte-americano de basquete profissional que atualmente joga no New York Knicks da National Basketball Association (NBA).
Ele jogou basquete universitário na Universidade Villanova, onde foi o Jogador Nacional do Ano e ganhou dois títulos nacionais. Após isso, ele foi selecionado pelo Dallas Mavericks como a 33º escolha geral no draft da NBA de 2018. Brunson jogou por quatro anos pelos Mavericks e após os ajudar a chegar nas finais da Conferência Oeste, ele assinou com os Knicks em 2022. Com a equipe, ele se tornou um All-Star em 2024. Ele quebrou o recorde da NBA de mais arremessos de três pontos convertidos em uma metade de jogo sem errar (8) e igualou o recorde da NBA de mais arremessos de três pontos feitos em uma única partida sem erro (9).

## Primeiros anos
Nascido em New Brunswick, New Jersey, Brunson foi criado no sul de New Jersey até a sexta série. Seu pai, Rick Brunson, passou nove temporadas na NBA. A família se estabeleceu pela primeira vez em Cherry Hill, New Jersey, mas mudou-se sete vezes antes de se estabelecer em Lincolnshire, Illinois em 2010, onde Jalen jogou sua carreira escolar na Stevenson High School. Quando jovem, ele passou tempo nos vestiários da NBA, como quando seu pai jogava pelos Knicks, onde seu futuro treinador, Tom Thibodeau, atuava como assistente técnico.

## Carreira no ensino médio

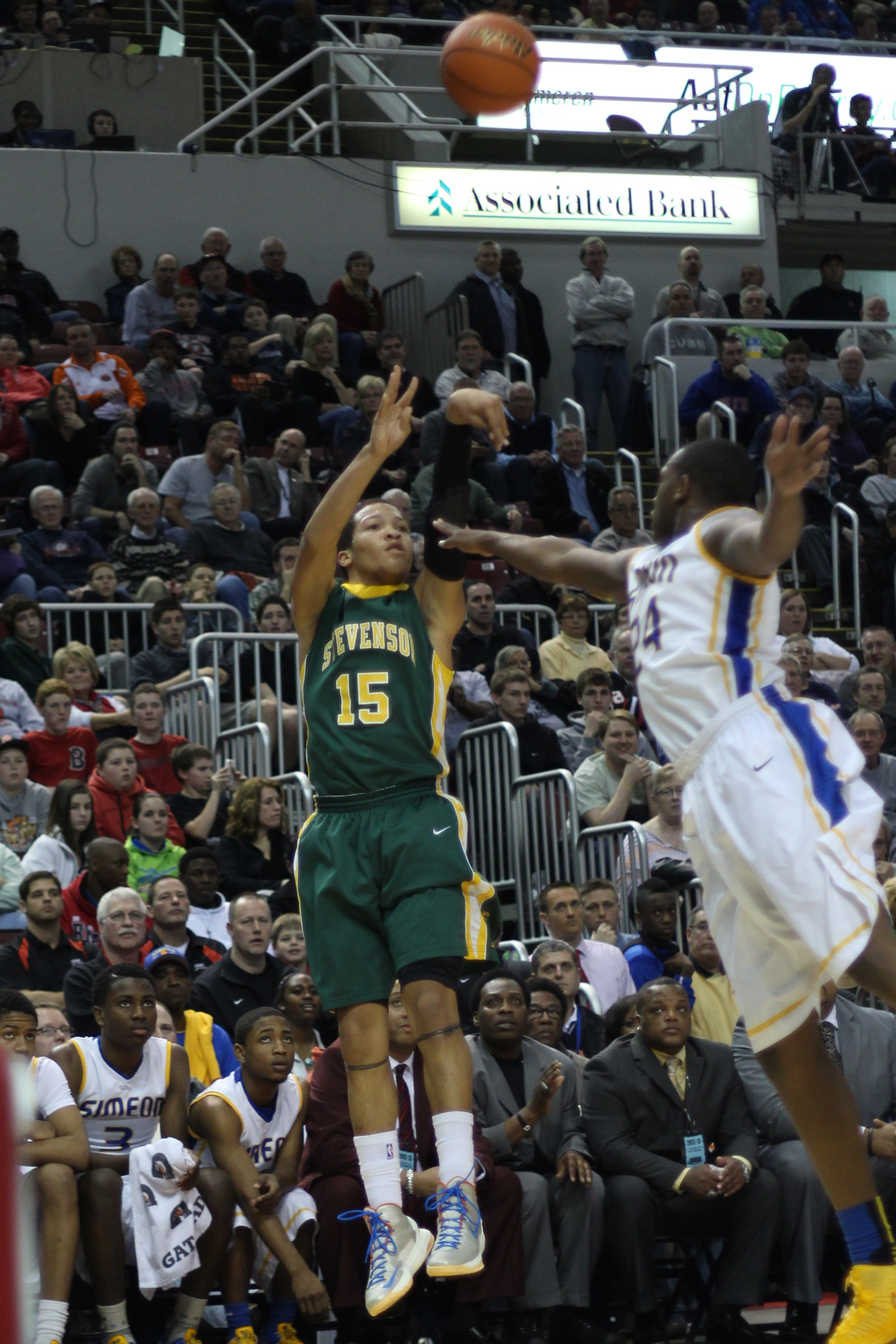
Brunson sendo marcado por Kendrick Nunn em 2013

Após sua segunda temporada, Brunson teve média de 21,5 pontos e foi eleito para a Segunda-Equipe Estadual pela Associated Press.
Em 21 de fevereiro de 2014, Brunson marcou 57 pontos em uma vitória na prorrogação sobre Lake Forest High School. O desempenho deu a ele os recordes de pontuação em um único jogo da escola. Em 21 de março, Brunson estabeleceu o recorde de pontuação em um único jogo dos playoff da IHSA quando marcou 56 pontos contra Whitney Young High School. Em sua terceira temporada, ele teve médias de 26,1 pontos, 5,4 rebotes, 4,7 assistências e 2,9 roubos de bola e foi nomeado o Jogador do Ano de Illinois.

No verão de 2014, ele foi classificado como o armador número um do pais de acordo com a ESPN, embora a classe tivesse uma notável escassez de armadores de elite. Em 8 de setembro, Brunson se comprometeu com a Universidade Villanova. Na época de sua decisão, ele era classificado como o armador número um de 2015 pelo Scout.com.

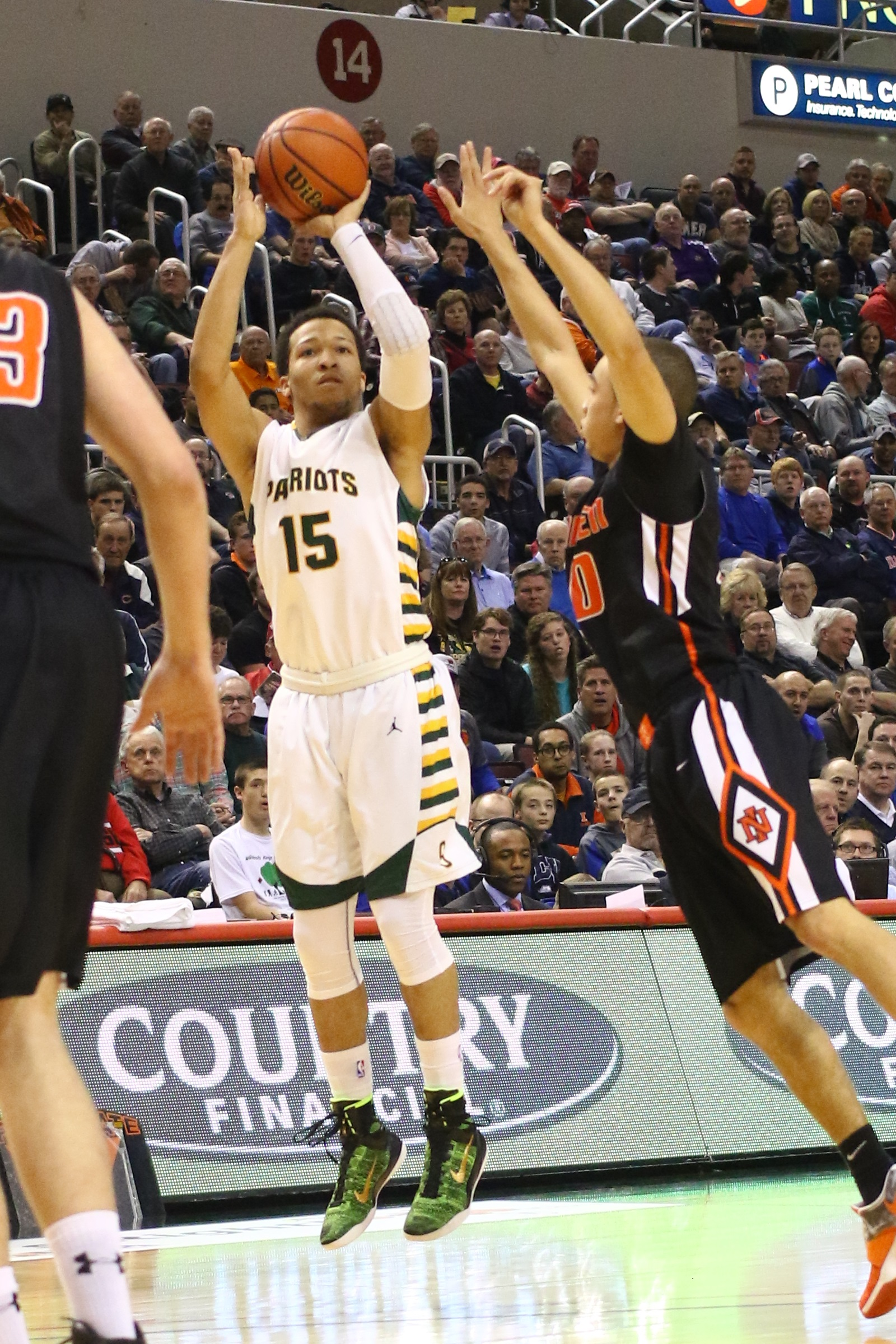
Brunson arremessando na Final do IHSA Classe 4A em 2015

Em 20 de março, ele foi re-eleito o Jogador do Ano de Illinois. Brunson levou Stevenson ao primeiro título estadual por uma escola de Lake County após marcar 30 pontos na final. Após a temporada, ele venceu o Prêmio Mr. Basketball de Illinois após ter médias de 23,3 pontos, 5,2 assistências e 4,7 rebotes. Ele terminou sua carreira no ensino médio em 16º lugar no ESPN 100 e como o segundo armador atrás de Isaiah Briscoe.

### Recrutamento
Brunson, como seu pai, é um jogador canhoto. No que foi considerado uma classe de armadores fraca, Brunson foi o único armador classificado entre os 25 melhores jogadores em 2015. Além das altas avaliações dos serviços de recrutamento, os colegas de Brunson o elegeram o melhor passador do ensino médio antes de sua última temporada.

## Carreira universitária

### Temporada de calouro
Em 13 de novembro, Brunson abriu a temporada como titular e registrou 12 pontos e 4 assistências contra Fairleigh Dickinson. Em 28 de dezembro, ele marcou 22 pontos contra Penn. Esse jogo foi parte de uma semana de 3-0 de Villanova na qual Brunson teve média de 15,3 pontos e ganhou o Prêmio de Novato da Semana da Big East. Após a temporada da Big East, ele foi uma seleção unânime para a Primeira-Equipe de Novatos da Big East.
Na final regional do Torneio da NCAA de 2016 contra Kansas, Brunson fez os dois lances livres finais que deram a vitória ao time. Villanova venceu o título do Torneio da NCAA após derrotar North Carolina por 77–74.

### Segunda temporada

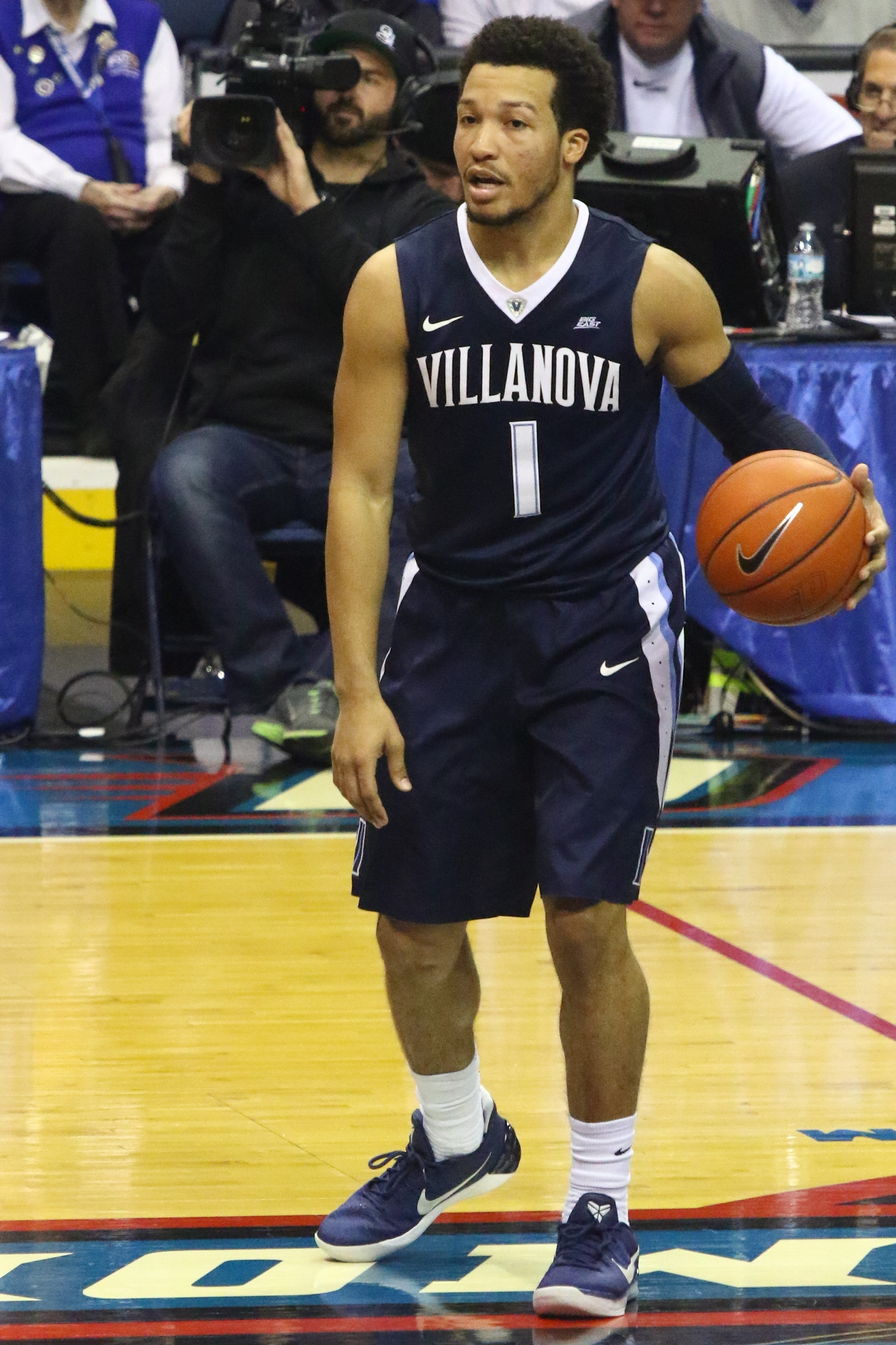
Brunson jogando por Villanova na temporada de 2016–17

Em 31 de dezembro, Brunson marcou 27 pontos em uma vitória de 80–70 sobre Creighton para impulsionar Villanova para um recorde de 14–0. Em 18 de fevereiro, contra Seton Hall, Brunson teve seu primeiro duplo-duplo da carreira com 22 pontos e 10 assistências. Após a temporada regular, ele foi uma das quatro seleções unânimes para a Primeira-Equipe da Big East. Depois de ter médias de 14,7 pontos e 4,1 assistências em seu segundo ano, Brunson decidiu retornar a Villanova para sua terceira temporada.

### Terceira temporada
Após a temporada regular, Brunson foi uma das três seleções unânimes para a Primeira-Equipe da Big East e foi nomeado o Jogador de Basquete Masculino do Ano e o Atleta Acadêmico do Ano da Big East. Ele também foi premiado com o Troféu Oscar Robertson, o Jogador do Ano da Associated Press, o Prêmio John R. Wooden, Jogador Nacional do Ano da CBS Sports, o Prêmio Bob Cousy e Jogador do Ano da Sporting News.
Nessa temporada, Villanova venceu o título do Torneio da NCAA após uma vitória por 79-62 sobre Michigan. Após sua terceira temporada, ele se declarou para o draft da NBA de 2018 e contratou um agente.
Em 17 de dezembro de 2019, Brunson foi eleito o jogador de basquete universitário da década pela Sporting News.
Em 8 de fevereiro de 2022, ele teve a sua camisa aposentada por Villanova.

## Carreira profissional

### Dallas Mavericks (2018–2022)
Sexto homem (2018–2021)
Em 21 de junho de 2018, o Dallas Mavericks selecionou Brunson como a 33ª escolha geral no draft da NBA de 2018. Ele foi o quarto e último jogador de Villanova a ser selecionado nesse draft. Em 16 de julho de 2018, ele assinou um contrato de 4 anos e US$6.1 milhões com os Mavs.
Em 17 de outubro de 2018, ele fez sua estreia na NBA e registrou três pontos, um rebote e uma assistência na derrota por 100-121 contra o Phoenix Suns. Depois de sair do banco em seus primeiros quatro jogos da NBA, Brunson foi titular no lugar do lesionado Dennis Smith Jr. em 26 de outubro contra o Toronto Raptors. Nesse jogo, ele teve oito pontos, quatro assistências e três rebotes.
Em 5 de janeiro, ele foi homenageado pela Philadelphia Sports Writers Association como o Atleta Amador do Ano. Naquela mesma noite, com J. J. Barea e Devin Harris fora, Brunson registrou 13 pontos, 11 rebotes, o recorde de sua carreira, e oito assistências, o recorde de sua carreira, contra o Philadelphia 76ers em seu primeiro duplo-duplo profissional. Sendo titular no lugar de Luka Dončić em 22 de fevereiro, Brunson marcou 22 pontos, o recorde de sua carreira, contra o Denver Nuggets. Em 12 de março de 2019, ele melhorou o recorde de sua carreira com 34 pontos na derrota por 105-112 para o San Antonio Spurs. Em 7 de abril, Brunson registrou 12 pontos e 10 assistências, o recorde de sua carreira, contra o Memphis Grizzlies em seu segundo duplo-duplo na carreira.
Com Dončić fora em 16 de dezembro de 2019 e Brunson sendo titular, os Mavericks encerrou uma sequência de 18 vitórias consecutivas do Milwaukee Bucks, em uma noite em que ele registrou 13 pontos e 11 assistências. Em 13 de março de 2020, foi relatado que Brunson foi submetido a uma cirurgia para consertar uma lesão no labrum no ombro direito.
Playoffs e despedida (2021–2022)
Durante a temporada de 2020-21, Brunson teve as suas melhores médias de pontos, rebotes e assistências e terminou em quarto lugar na votação para o Prêmio do Sexto Homem do Ano da NBA.
Em 18 de abril de 2022, durante o Jogo 1 da primeira rodada dos playoffs, ele registrou 24 pontos, sete rebotes e cinco assistências na derrota por 93-99 para o Utah Jazz. Em 18 de abril, durante o Jogo 2 da primeira rodada dos playoffs, Brunson teve 41 pontos, o recorde de sua carreira, oito rebotes e cinco assistências na vitória por 110–104 sobre o Jazz. Em 15 de maio, Brunson marcou 24 pontos e pegou seis rebotes na vitória esmagadora de 123–90 no Jogo 7 contra o Phoenix Suns, o time com a melhor campanha geral, garantindo aos Mavericks uma vaga nas Finais da Conferência Oeste. Em 20 de maio, durante o Jogo 2 das Finais da Conferência Oeste, Brunson registrou 31 pontos, 7 rebotes e 5 assistências na derrota por 126–117 contra o Golden State Warriors.

### New York Knicks (2022–Presente)

#### Estrelato (2022-2023)
Em 12 de julho de 2022, Brunson assinou um contrato de 4 anos e US$ 104 milhões com o New York Knicks.
Em 19 de outubro de 2022, ele fez sua estreia na derrota por 115-112 na prorrogação para o Memphis Grizzlies e registrou 15 pontos, nove assistências e seis rebotes. Em 26 de outubro, Brunson registrou 27 pontos, 13 assistências e 7 rebotes durante uma vitória por 134-131 na prorrogação contra o Charlotte Hornets.
Em 9 de janeiro, ele registrou o seu então recorde pessoal de 44 pontos em uma derrota por 111-107 para o Milwaukee Bucks. Em 16 de janeiro, Brunson foi reconhecido como o Jogador da Semana da Conferência Leste pela semana de 9 a 15 de janeiro em que obteve médias de 34,8 pontos, 5,8 rebotes e 5,0 assistências. Foi seu primeiro prêmio de Jogador da Semana na NBA. Em 4 de fevereiro, ele marcou 41 pontos em uma derrota na prorrogação por 134-128 contra o Los Angeles Clippers. Em 13 de fevereiro, Brunson registrou 40 pontos em uma vitória por 124-106 sobre o Brooklyn Nets. Em 1º de março, ele marcou 39 pontos (30 pontos no primeiro tempo) em uma vitória por 142-118 sobre os Nets. Em 2 de março, Brunson ganhou seu primeiro prêmio de Jogador do Mês na NBA quando foi nomeado o Jogador do Mês da Conferência Leste. Ele terminou o mês com médias de 27,3 pontos e 6,0 assistências.
Em 31 de março, Brunson marcou um recorde pessoal de 48 pontos (33 pontos no primeiro tempo) e nove assistências em uma vitória por 130-116 sobre o Cleveland Cavaliers. No Jogo 4 das Semifinais da Conferência Leste contra o Miami Heat, ele registrou 32 pontos e 11 assistências em uma derrota por 109-101. Ele se juntou a Walt Frazier e Patrick Ewing como os únicos jogadores na história dos Knicks a marcar pelo menos 30 pontos e 10 assistências em um jogo de playoffs. Nova York acabaria perdendo para Miami em seis jogos, apesar de Brunson igualar seu recorde da carreira nos playoffs com 41 pontos em uma derrota por 96-92 no Jogo 6. Durante os 11 jogos dos Knicks nos playoffs, ele se tornou o segundo jogador da equipe a marcar 20 pontos em 11 jogos consecutivos, juntando-se a Carmelo Anthony (16 jogos).

#### All-Star e All-NBA (2023–Presente)
Em 20 de novembro de 2023, Brunson ganhou seu segundo prêmio de Jogador da Semana da NBA quando teve médias de 28,5 pontos e 6,5 assistências. Em 30 de novembro, ele registrou 42 pontos, seis rebotes e oito assistências na vitória por 118-112 sobre o Detroit Pistons. Ele também empatou o recorde de mais jogos de 40 pontos por um armador (5, junto com Frazier e Stephon Marbury) na história do Knicks.

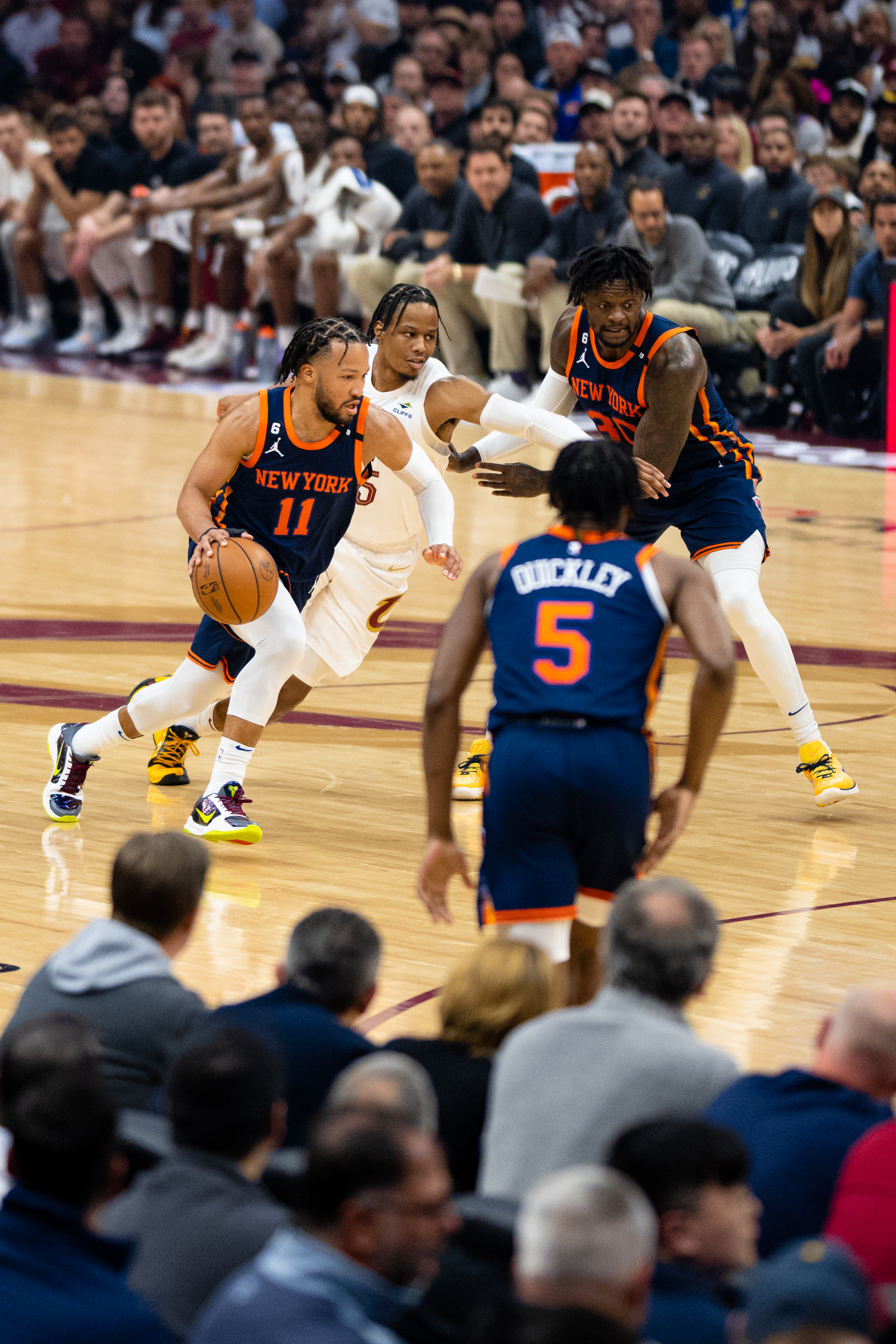
Brunson em 2023

Em 15 de dezembro, ele teve um recorde de 50 pontos, junto com 9 assistências, 6 rebotes e 5 roubos de bola, em uma vitória contra o Phoenix Suns. Ele se tornou o nono jogador a marcar 50 pontos pelos Knicks. Foi o primeiro desempenho de 50 pontos na história da NBA sem um arremesso de três pontos perdido (mínimo de 8 tentativas). Brunson foi o sexto jogador e o primeiro desde Anthony Davis a registrar 50 pontos, cinco assistências e cinco roubos de bola em 16 de outubro de 2016, bem como o primeiro jogador desde Michael Jordan em 18 de março de 1988 a registrar pelo menos 50 pontos, nove assistências, cinco rebotes e cinco roubos.
No dia 1º de janeiro de 2024, na estreia do novo companheiro de equipe, OG Anunoby, Brunson registrou um recorde pessoal de 14 assistências contra o Minnesota Timberwolves. Em 3 de janeiro, ele seguiu isso com 13 assistências contra o Chicago Bulls, marcando seus primeiros dois jogos consecutivos com totais de assistências de dois dígitos naquela temporada. Na semana de 1 a 7 de janeiro, ele recebeu seu segundo prêmio de Jogador da Semana da NBA da temporada e o terceiro de sua carreira, liderando os Knicks para um recorde de 4-0 naquela semana. Em 1º de fevereiro, Brunson foi nomeado reserva do All-Star Game de 2024 pela primeira vez em sua carreira. Em 14 de março, ele marcou 45 pontos contra o Portland Trail Blazers. Em 16 de março, Brunson marcou 42 pontos contra o Sacramento Kings, tornando-se o quarto jogador dos Knicks a marcar 40 ou mais pontos em jogos consecutivos, juntando-se a Carmelo Anthony, Patrick Ewing e Bernard King. Em 29 de março, Brunson registrou um recorde pessoal de 61 pontos em uma derrota na prorrogação por 130-126 para o San Antonio Spurs. A performance ficou a um ponto do recorde da franquia dos Knicks estabelecido por Carmelo Anthony em 24 de janeiro de 2014. Brunson foi premiado como Jogador do Mês de março após ter médias de 28,8 pontos e 5,8 assistências durante o mês. Em 7 e 9 de abril, ele registrou 43 pontos contra o Milwaukee Bucks e 45 contra o Chicago Bulls, respectivamente, em uma sequência de dois jogos com mais de 40 pontos. Em 11 de abril, Brunson marcou 39 pontos, apesar de ter ficado de fora no quarto período, contra o Boston Celtics. Esse esforço fez dele o terceiro jogador dos Knicks a registrar 5 jogos consecutivos com 35+ pontos (King: 5, 1984–85; Anthony: 6, 2012–13). Ao terminar a temporada com 7 jogos consecutivos com 30 pontos, ele empatou o recorde da franquia dos Knicks de mais jogos de 30 pontos em uma temporada com 36 (Richie Guerin, 1961–62; Ewing, 1989–90). A performance de 40 pontos no último jogo da temporada, em 14 de abril, contra os Bulls, também o colocou em empate com Ewing para o segundo lugar na lista de jogos de 40 pontos em uma temporada pelos Knicks com 11 (atrás de King, 13). Em 15 de abril, Brunson foi eleito Jogador da Semana da Conferência Leste após ter média de 38,5 pontos, 7,5 assistências e 3,5 rebotes, com 50% de aproveitamento nos arremessos de três pontos, liderando os Knicks a um recorde de 4–0 e garantindo a segunda colocação nos playoffs. Brunson terminou a votação para o Prêmio de MVP da NBA em 5º lugar e foi nomeado para o All-NBA Second Team pela primeira vez em sua carreira.
No Jogo 4 da primeira rodada dos playoffs contra o Philadelphia 76ers, Brunson marcou 47 pontos na vitória por 97–92. Esse total foi o recorde de pontos em um único jogo nos playoffs para sua carreira e um recorde de pontos em um jogo de playoffs dos Knicks. Com 10 assistências, Brunson se tornou o primeiro jogador dos Knicks a registrar um duplo-duplo de pontos e assistências com 40 pontos em um jogo de playoffs. Ele também foi o primeiro jogador dos Knicks a ter dois duplos-duplos consecutivos de pontos e assistências com 30 pontos ou mais nos playoffs. Na série, ele se tornou o segundo jogador da NBA (e o primeiro desde Oscar Robertson em 1973) a registrar três jogos com 35+ pontos e 10+ assistências em uma série de playoffs. Além disso, ele foi o primeiro jogador a fechar uma série de playoffs da NBA com 3 jogos consecutivos de 40+ pontos desde Michael Jordan em 1989.
Brunson abriu a segunda rodada dos playoffs contra o Indiana Pacers com 43 pontos e 6 assistências, tornando-se o 4º jogador da história da NBA e o primeiro desde Jordan nas Finais da NBA de 1993 a marcar 40+ pontos em quatro jogos consecutivos de playoffs, sendo também o primeiro a fazer isso com mais de 5 assistências em cada um dos quatro jogos. Ele também se tornou o primeiro jogador dos Knicks a registrar cinco jogos consecutivos com 30+ pontos e 5+ assistências. No Jogo 5, ele marcou 44 pontos, incluindo 28 no primeiro tempo, estabelecendo um recorde dos Knicks para mais pontos em um tempo de playoffs. No Jogo 7, Brunson fraturou a mão esquerda e os Knicks foram eliminados. Logo após, ele passou por uma cirurgia para reparar a fratura.
Em 6 de agosto de 2024, os Knicks nomearam Brunson como o 36º capitão da história da franquia.

## Estatísticas da carreira
| † | Campeão da temporada |

### NBA
Temporada regular
| Ano      | Equipe   | PJ  | PT  | MPJ  | AP   | 3P   | LL   | RT  | AS  | BR  | TO | PPJ  |
| -------- | -------- | --- | --- | ---- | ---- | ---- | ---- | --- | --- | --- | -- | ---- |
| 2018-19  | Dallas   | 73  | 38  | 21.8 | .467 | .348 | .725 | 2.3 | 3.2 | .5  | .1 | 9.3  |
| 2019-20  | Dallas   | 57  | 16  | 17.9 | .466 | .358 | .813 | 2.4 | 3.3 | .4  | .1 | 8.2  |
| 2020-21  | Dallas   | 68  | 12  | 25.0 | .523 | .405 | .795 | 3.4 | 3.5 | .5  | .0 | 12.6 |
| 2021-22  | Dallas   | 79  | 61  | 31.9 | .502 | .373 | .840 | 3.9 | 4.8 | .8  | .0 | 16.3 |
| 2022-23  | New York | 68  | 68  | 35.0 | .491 | .416 | .829 | 3.5 | 6.2 | .9  | .2 | 24.0 |
| 2023-24  | New York | 77  | 77  | 35.4 | .479 | .401 | .847 | 3.6 | 6.7 | .9  | .2 | 28.7 |
| 2024-25  | New York | 65  | 65  | 35.4 | .488 | .383 | .821 | 2.9 | 7.3 | .9  | .1 | 26.0 |
| Carreira | Carreira | 487 | 337 | 29.2 | .489 | .389 | .823 | 3.2 | 5.0 | .7  | .1 | 18.1 |
| All-Star | All-Star | 2   | 1   | 12.8 | .353 | .231 | —    | 2.0 | 4.0 | 1.0 | .0 | 7.5  |

Playoffs
| Ano      | Equipe   | PJ | PT | MPJ  | AP   | 3P   | LL   | RT  | AS  | BR  | TO | PPJ  |
| -------- | -------- | -- | -- | ---- | ---- | ---- | ---- | --- | --- | --- | -- | ---- |
| 2021     | Dallas   | 7  | 0  | 16.3 | .455 | .462 | .749 | 2.6 | 1.4 | .0  | .0 | 8.0  |
| 2022     | Dallas   | 18 | 18 | 34.9 | .466 | .347 | .800 | 4.6 | 3.7 | .8  | .1 | 21.6 |
| 2023     | New York | 11 | 11 | 40.3 | .474 | .325 | .912 | 4.9 | 5.6 | 1.5 | .1 | 27.8 |
| 2024     | New York | 13 | 13 | 39.8 | .444 | .310 | .775 | 3.3 | 7.5 | .8  | .2 | 32.4 |
| Carreira | Carreira | 49 | 42 | 34.8 | .459 | .333 | .814 | 4.0 | 4.8 | .8  | .1 | 23.9 |

#### Universitário
| Ano      | Equipe      | PJ  | PT  | MPJ  | AP   | 3P   | LL   | RT  | AS  | BR | TO | PPJ  |
| -------- | ----------- | --- | --- | ---- | ---- | ---- | ---- | --- | --- | -- | -- | ---- |
| 2015–16  | Villanova † | 40  | 39  | 24.0 | .452 | .383 | .774 | 1.8 | 2.5 | .7 | .0 | 9.6  |
| 2016–17  | Villanova   | 36  | 36  | 31.1 | .541 | .378 | .876 | 2.6 | 4.1 | .9 | .0 | 14.7 |
| 2017–18  | Villanova † | 40  | 40  | 31.8 | .521 | .408 | .802 | 3.1 | 4.6 | .9 | .0 | 18.9 |
| Carreira | Carreira    | 116 | 115 | 28.9 | .504 | .389 | .817 | 2.5 | 3.7 | .8 | .0 | 14.3 |

Fonte:

## Prêmios e Homenagens
NBA
- NBA Clutch Player of the Year: 2025
- 2x NBA All-Star: 2024, 2025
- 2x All-NBA Team:
  - Primeiro Time: 2024
  - Segundo Time: 2025[95]

#### Universitário
- 2x Campeão da NCAA: 2016 e 2018
- Naismith College Player of the Year: 2018
  - Mc Donald's All-American: 2015
  - All-American:
    - Primeiro time: 2018

## Vida pessoal
Em 21 de setembro de 2022, Brunson anunciou seu noivado com a sua namorada de longa data, Ali Marks, a quem conheceu no ensino médio. A proposta aconteceu no ginásio da Stevenson High School, após a indução de Brunson ao Hall da Fama da escola. Em 29 de julho de 2023, Brunson se casou com Marks no Water Tower Place, com a presença de atuais e ex-companheiros de equipe. O casamento teve que ser antecipado para acomodar a seleção de Brunson para a Copa do Mundo de 2023. Em agosto de 2024, o casal anunciou o nascimento de seu primeiro filho, que nasceu em 31 de julho.
Brunson é amigo próximo dos companheiros de equipe do New York Knicks, Josh Hart e Donte DiVincenzo, ambos ex-companheiros de equipe em Villanova. Juntamente com muitos outros ex-companheiros de equipe de Villanova e dos Knicks, Hart e DiVincenzo estiveram presentes no casamento de Brunson com Marks, e DiVincenzo atuou como padrinho.

Em 28 de junho de 2024, Brunson apareceu no WWE SmackDown no Madison Square Garden, ao lado do armador do Indiana Pacers, Tyrese Haliburton.